# Čepinci
Čépinci so druga najbolj severna vas v Sloveniji in spadajo v občino Šalovci. So sedež istoimenske krajevne skupnosti, v katero spadata še vasi Markovci in Budinci. Čepinci mejijo na Budince, Markovce, Lucovo in Neradnovce ter na sosednjo državo Madžarsko. Državna meja z Madžarsko, ki teče mimo Čepinec, je bila določena po koncu prve svetovne vojne z versajsko pogodbo na razvodnico med Muro in Rabo.

## Etimologija
Prvič se omenjajo leta 1387 kot Kereka superior. Leta 1395 in 1414 se pojavita poimenovanji Chapench in Chypencz.
Izpeljano iz osebnega imena *Čępinъ, ki je tvorjeno iz slovanskega osebnega imena Čępa.
V domači prekmurščini se imenujejo Čöpinci. Pridevnik čépinski/čöpinski, prebivalec Čepinčan/Čöpinčar
Tudi v madžarskih virih so jih omenili do 1889 kot Csöpincz. Nato so jih pomadžarili kot Kerkafő.

## Lega
Gre za tipično razloženo naselje, kakršnih je večina na Goričkem. V Čepincih izvira reka Velika Krka. Tam se nahaja tudi eden izmed treh opuščenih mednarodnih cestnih mejnih prehodov Slovenije z Madžarsko (preostala dva sta v Dolgi vasi in na Hodošu).
Kmalu po drugi svetovni vojni so v Čepincih domačini s prostovoljnim delom zgradili prvi zadružni dom (kasneje znan tudi pod oznakami gasilski dom, vaški dom, oz. kombinacijami vsega tega) v takratni Jugoslaviji. V vasi delujejo prostovoljno gasilsko društvo, športno društvo in turistično društvo.

## Demografija
Velika večina prebivalstva je katolikov in spadajo v župnijo Markovci. Peščica protestantov spada v evangeličansko cerkveno občino Gornji Petrovci. Zanimivo je stanje s pokopališči, saj imajo Čepinci skupaj s sosednjimi Markovci, kjer prav tako prebiva zgolj peščica protestantov, skupno katoliško pokopališče, ki se nahaja v Markovcih blizu župnijske cerkve, in skupno protestantsko pokopališče, ki se nahaja v Čepincih sredi manjšega gozda.

## Prireditve
- Leta 1977, 2005   Borovo gostüvanje.